# Саратов-Центральний (аеропорт)
Саратов-Центральний (IATA: RTW, ICAO: UWSS) - колишній міжнародний аеропорт міста Саратова. Аеродром 2 класу, приймаємі повітряні судна: Ан-12, Як-40, Як-42, ПС 3-4 класу, вертольоти всіх типів. Максимальна допустима злітна вага повітряних суден становить 61 тонну. Розташований в північній частині міста (в межах міста) на Соколовій горі. Припинив роботу з 20 серпня 2019. 